# İzmir
İzmir (osmanska turščina إزمير İzmir, grško: Σμύρνη Smýrnē, armensko: Իզմիր »Izmir«, italijansko: Smirne, ladino: İzmir, na obeh i-jih so pikice) je metropolitansko mesto v zahodni Anatoliji. Je tretje najbolj naseljeno mesto v Turčiji za Carigradom in Ankaro ter drugo največje urbano naselje ob Egejskem morju za Atenami v Grčiji.
Leta 2019 je mesto İzmir imelo 2.972.900 prebivalcev, medtem ko je imela provinca İzmir skupno število prebivalcev 4.367.251. Metropolitansko območje İzmirja se razprostira ob İzmirskem zalivu in v notranjost proti severu čez delto reke Gediz, proti vzhodu vzdolž aluvialne ravnine, ki jo ustvarja več majhnih potokov, na nekoliko bolj razgiban teren na jugu.
V klasični antiki je bilo mesto znano kot Smirna - ime, ki je v različnih jezikih ostalo v uporabi do leta 1930, ko so vladna prizadevanja vodila v smer, da se je ime postopno odpravilo na mednarodni ravni v prid njenega turškega kolega İzmir. Vendar se zgodovinsko ime Smirna še danes uporablja v nekaterih jezikih, kot so grščina (Σμύρνη, Smýrni / Smýrnē), armenščina (Զմյուռնիա, Zmyurnia), italijanščina (Smirne), ter katalonsko, portugalsko in špansko (Esmirna). Smirna ima več kot 3000 let zabeležene mestne zgodovine in do 8500 let zgodovine kot človeška naselbina od neolitika. Leži na ugodni lokaciji na čelu zaliva, ki teče v globoki vdolbini, na sredini vzdolž zahodne Anatolske obale in je bil že večino svoje zgodovine eno glavnih trgovskih mest Sredozemskega morja. Izmir je gostil Sredozemske igre leta 1971 in Svetovne univerzitetne igre (Univerzijada) leta 2005. Mesto je sodelovalo na Climathonu leta 2019.
Mesto Izmir je sestavljeno iz več mestnih okrožij. Od tega okrožje Konak ustreza zgodovinskemu İzmirju, pri čemer je območje tega okrožja do leta 1984 predstavljalo osrednjo mestno 'občino İzmir' (turško: İzmir Belediyesi). Z ustanovitvijo metropolitanske občine İzmir (turško: İzmir Büyükşehir Belediyesi), je mesto İzmir združilo svojih enajst (sprva devet) mestnih okrožij - in sicer Balçova, Bayraklı, Bornova, Buca, Çiğli, Gaziemir, Güzelbahçe, Karabağlar, Karşıyaka, Konak in Narlıdere - in jih pozneje utrdilo z dodatnim devetimi okrožji province zunaj mesta. Leta 2013 je bil s sprejetjem zakona št. 6360 ustanovljenih vseh trideset okrožij pokrajine İzmir kot del metropolitanskega območja İzmirja.
Izmir, s privlačno lego na pobočjih gričev, ki obdajajo njegov zaliv, je tipično levantsko mesto, prenaseljeno, živahno, prašno in slikovito; to velja posebno za stare četrti, kjer se hišice, pobarvane v zelenih, rumenih, modrih in oker odtenkih, stiskajo pred strehami z rdečo opeko.
Potresi in katastrofalni požar leta 1922, med vojno za neodvisnost, so uničili večino zgodovinsko zanimivih stavb v Izmirju. Ostali so le rimska tržnica, bazarji z zanimivim osmanskim urnim stolpom na obali in nekdanja trdnjava Kadifekale z ravno streho. Z nje je čudovit razgled na mesto in zaliv.

## Ime in etimologija
Sodobno ime İzmir je turško upodabljanje izvirnega grškega imena Smyrna in Smyrne (Σμύρνη), saj so mesto ustanovili Grki. V srednjeveških časih so zahodnjaki uporabljali oblike, kot so Smire, Zmirra, Esmira, Ismira, ki so jih kot İzmir prevedli v turški jezik, originalno zapisano kot ايزمير z osmansko turško pisavo.
V starodavni Anatoliji se ime kraja, ki se imenuje Ti-smurna, omenja v nekaterih tablah Level II iz asirske kolonije v Kültepeju (prva polovica 2. tisočletja pred našim štetjem), pri čemer je predpona ti- označila pravilno ime, čeprav ni z gotovostjo ugotovljeno, da se to ime nanaša na novodobni Izmir.
Regija Izmir je bila v pradavnini Anatolije na južnih mejah Jortanske kulture, o kateri skoraj vse vedenje izhaja iz grobišč. V drugi polovici 2. tisočletja pred našim štetjem je bilo na zahodnem koncu razširitve še vedno precej nejasnega kraljestva Arzawa, običajno odvisnega od Hetitov, ki so sami širili svoje neposredno vladanje do obale v času Velikega kraljestva. Da se je kraljevina luvijskega vladarja iz 13. stoletja pred našim štetjem, ki je upodobljen na skalni rezbariji Karabel v Kemalpaşa le 50 km (31 milj) od İzmirja, imenovalo Kraljevina Myra, je prav tako lahko razlog za povezavo z imenom mesta.
Najnovejša znana upodobitev grškega imena mesta je eolska grščina Μύρρα, Mýrrha, kar ustreza poznejšim jonskim in atiškim Σμύρνα (Smýrna) ali Σμύρνη (Smýrnē), obe domnevno potomca proto grške oblike *Smúrnā. Nekateri bi v imenu mesta videli Amazonkino ime Smyrna, ki naj bi zapeljala Tezeja, zaradi česar se je mesto poimenovalo v njeno čast. Drugi povezujejo ime z grmičevjem Myrrha commifera, rastlino, ki proizvaja aromatično smolo, imenovano mira, ki je avtohtona na Bližnjem vzhodu in severovzhodni Afriki in je bila glavni izvoz mesta v antiki. Rimljani so to ime prevzeli kot Smirna. V osmanskem turškem jeziku se je mesto imenovalo ايزمير Izmīr.

## Zgodovina

### Predzgodovina
Mesto je eno najstarejših naselij sredozemske kotline. Odkritje Yeşilova Höyük in sosednjega Yassıtepeja leta 2004 v majhni delti reke Meles, ki je zdaj planota Bornova, ponastavi datum začetka preteklosti mesta, kot je bilo prej znano. Najdbe iz dveh letnih izkopavanj, ki jih je v Yeşilovi Höyük izvedla skupina arheologov iz İzmirske univerze Ege, kažejo na tri stopnje, od katerih sta dve prazgodovinski. Na nivoju 2 so zapisane sledi naselbin v zgodnji do srednji bakreni dobi in na ravni 3 neolitika. Ti dve ravni bi naseljevali avtohtoni prebivalci tega območja in to približno od 7. do 4. tisočletja pred našim štetjem. Ker se je morska obala s časom umaknila, je bilo mesto pozneje uporabljeno kot pokopališče. Najdeno je bilo več grobov, ki so vsebovali artefakte iz leta 3000 pr. n. št., ki so sodobni s prvim mestom Trojo. [19]
Prva naselbina, ki je poveljevala Izmirskemu zalivu kot celoti, je bila ustanovljena na gori Yamanlar, severovzhodno od notranjega zaliva. V povezavi z muljem, ki ga prinašajo potoki, ki se povezujejo z morjem ob obali, je nastalo naselje, ki je kasneje nastalo jedro Stare Smirne na pobočju iste gore, na hribu (takrat je bil majhen polotok povezan z kopnim z majhno zemeljsko ožino) v današnji četrti Bayraklı. Mislijo, da se je naselje Bayraklı v preteklosti razširilo že v 3. tisočletju pred našim štetjem. Arheološke najdbe pozne bronaste dobe kažejo na določen sklep o mikenskem vplivu v naselju in okolici, čeprav bi bila potrebna nadaljnja izkopavanja, da bi staro Smyrno tistega časa predlagali kot mikensko naselje. V 13. stoletju pred našim štetjem so napadi tako imenovanih morskih ljudstev uničili Trojo VII, srednja in zahodna Anatolija kot celota pa sta padli v tako imenovano obdobje anatolske in [[Grška temna doba |grške temne dobe propada bronaste dobe.

### Smirna
Smirna (starogrško Σμύρνη, Smýrnē ali Σμύρνα, Smýrna) je bilo grško mesto iz antike na osrednji in strateški točki na egejski obali Anatolije. Smirna je postala pomembna zaradi ugodnih pristaniških razmer, enostavnosti obrambe in dobrih notranjih povezav. Dve lokaciji starodavnega mesta sta danes znotraj meja Izmirja. V praksi se med njima pogosto razlikuje. 
Stara Smirna je bila prvotna naselbina, ustanovljena okoli 11. stoletja pr. n. št., najprej kot eolska naselbina, kasneje pa so jo prevzeli in razvili v času arhaičnega obdobja Jonci.
Stara Smirna je bila na majhnem polotoku, povezanem s kopnim z ožjim prelivom v severovzhodnem vogalu notranjega zaliva Izmir na robu plodne ravnice in ob vznožju gore Yamanlar. To anatolsko naselje je nadziralo zaliv. Danes je arheološko najdišče, imenovano Bayraklı Höyüğü, približno 700 metrov v notranjosti, v okolici Tepekule Bayraklı na 38°27′51″N 27°10′13″E / 38.46417°N 27.17028°E. Grško naselje v Stari Smirni dokazuje prisotnost lončarskih izdelkov iz približno leta 1000 pred našim štetjem. Najstarejše ruševine, ohranjene do našega časa, segajo v leto 725–700 pr. n. št. Smirna je bila zgrajena po hipodamskem sistemu, v katerem ulice vodijo sever-jug in vzhod-zahod in sekajo pod pravim kotom, po vzoru, ki je bil poznan na Bližnjem vzhodu, vendar je tu najzgodnejši primer v zahodnem mestu.
Nova Smirna se je razvila na pobočjih planine Pagos (danes Kadifekale) in ob obalnem toku, v 4. stoletju pred našim štetjem in čigar temelj je navdihnil Aleksander Veliki. 
Jedro pozne helenistične in zgodnje rimske Smirne je ohranjeno na velikem območju Muzeja na prostem Izmir Agora na tej lokaciji. Raziskave potekajo tako v starem kot v novem mestu. Te so bile izvedene leta 1997 v Stari Smirni in od leta 2002 v mestu klasičnega obdobja v sodelovanju med Izmirskim arheološkim muzejem in mestno občino Izmir.

### Srednji vek
Turki so prvič zavzeli Smirno pod seldžuškim poveljnikom Çaka begom leta 1076, skupaj s Klazomenai, Foço in številnimi Egejskimi otoki. Çaka beg (znan kot Tzachas med Bizantinci) je uporabljal Izmir kot oporišče za svoje pomorske operacije. [25] [26] Leta 1097 je bizantinski poveljnik John Doukas povrnil mesto in sosednjo regijo. Pristaniško mesto so nato zavzeli vitezi Ivanovci, ko so Konstantinopel osvojili križarji med četrto križarsko vojno leta 1204, a je Nikejsko cesarstvo kmalu zatem povrnilo posest mesta, čeprav po obsežnih koncesijah svojim genovskim zaveznikom, ki so  obdržali enega od mestnih gradov.
Smyrno so Turki v začetku 14. stoletja spet zajeli. Umur beg, sin ustanovitelja bejlika Aydın, je zavzel najprej zgornjo trdnjavo gore Pagos (v nadaljevanju Kadifekale), nato pa spodnji pristaniški grad Neon Kastron (Sveti Peter so ga imenovali Genovežani in Ok Kalesi Turki). Kot je to storil Tzachas dve stoletji pred tem, je Umur beg grad uporabil kot osnovo za mornariške napade. Leta 1344 je koalicija sil, ki jo je koordiniral papež Klemen VI., v presenetljivem napadu zavzel spodnji grad. Smrti Umurja bega je sledilo šestdesetletno obdobje nelagodnega sobivanja med obema silama, Turki, ki so držali zgornji grad in vitezi spodnji.

### Osmansko cesarstvo
Osmansko kraljestvo so zgornji grad prvič zajeli leta 1389 med vladavino  Bajazida I., ki je pozimi istega leta ko je prišel na prestol, vodil svojo vojsko proti petim zahodnim Anatolskim bejliksom. Leta 1402 pa je Timur Lenk zmagal v bitki pri Ankari proti Osmanom, kar je v naslednjih desetletjih resno ogrozilo osmansko državo in predalo ozemlja večine beylikov njihovim nekdanjim vladajočim dinastijam. Timur je napadel in uničil Smirno in bil odgovoren za pokol večine krščanskega prebivalstva, ki je predstavljalo veliko večino v Smirni.  Leta 1415 je Mehmed I. že drugič odvzel Izmir Osmanom. S smrtjo zadnjega bega Aydına, İzmiroğlu Cüneyd bega, je leta 1426 mesto v celoti prešlo pod osmansko oblast. Prvi osmanski guverner Izmirja je bil Aleksander, spreobrnjeni sin bolgarske rodbine Šišmanov. Med pohodi proti Cüneydu so Osmani pomagali silam Ivanovcev, ki so pritiskale na sultana, da jim je vrnil pristaniški grad. Vendar pa je sultan odstopil od te koncesije, kljub napetosti med obema taboroma in je dal vitezom dovoljenje, da namesto tega zgradijo grad v Petroniumu (Bodrumski grad).
V deželi, ki je videti v resnici nekoliko proti svoji naravi, so mesto in današnje kolonije postale otomanski sandžak (sub-provinca) bodisi znotraj večjega vilajeta (province) Aydın, del ejaleta Anatolije, s prestolnico v Kütahya ali v "Cezayir" (tj. Otoki, ki se nanašajo na Egejske otoke). V 15. stoletju sta bila za mesto pomembna dva dogodka: presenetljiv beneški napad leta 1475 in prihod sefardskih Judov iz Španije po letu 1492; pozneje so İzmir postavili kot eno glavnih mestnih središč v osmanskih deželah. İzmir je bil morda v 15. in 16. stoletju precej redko poseljen kraj, kar nakazujejo prvi obstoječi osmanski zapisi, ki opisujejo mesto in datirajo iz leta 1528. Leta 1530 so bili v evidenci 304 odrasli moški, ki plačali davke ali bili oproščeni davkov, od tega 42 kristjanov. Obstajalo je pet mestnih oddelkov, od katerih je bil eden v neposredni bližini pristanišča, vendar je bil kljub majhnosti mesta precej dejaven, kjer je bilo skoncentrirano nemuslimansko prebivalstvo. Do leta 1576 je İzmir v osmih mestnih oddelkih zbral 492 davkoplačevalcev in imel več odvisnih vasi. To je ustrezalo celotnemu prebivalstvu, ocenjenem med 3500 in 5000.

#### Mednarodno pristanišče
Izrazita rast İzmirja se je začela v poznem 16. stoletju, ko so bombaž in drugi izdelki v regiji pripeljali sem francoske, angleške, nizozemske in beneške trgovce. Ob privilegiranih pogojih trgovanja, ki so jih leta 1620 podelili tujcem, je İzmir postal eno najpomembnejših trgovskih središč cesarstva. Tuji konzulati so se iz Chiosa v mesto preselili do začetka 17. stoletja (1619 francoski konzulat, 1621 britanski), ki so bili trgovski centri za njihove narode. Vsak konzulat je imel svoj pomol, kjer bi se zasidrale ladje pod njihovo zastavo. Dolga kampanja za osvojitev Krete (22 let med 1648 in 1669) je tudi znatno okrepila položaj İzmirja v osmanskem kraljestvu, saj je mesto služilo kot pristanišče odpreme in oskrbe za čete. 
Kljub soočenju s kugo leta 1676, potresom 1688 in velikim požarom 1743 je mesto še naprej raslo. Do konca 17. stoletja je imelo približno 90.000 tisoč prebivalcev, Turki pa večino (približno 60.000); bilo je tudi 15.000 Grkov, 8.000 Armencev in 6.000 do 7.000 Judov, pa tudi velik del, sestavljen iz francoskih, angleških, nizozemskih in italijanskih trgovcev. [33] Osmani so medtem omogočili, da se je notranji zaliv İzmirja, ki je dominiral nad pristaniškim gradom, postopoma zasukal (lokacija današnjega bazarja Kemeraltı) in pristaniški grad prenehal uporabljati.
Leta 1770 so ruske sile uničile osmansko floto v bitki pri Çeşme v bližini mesta. To je sprožilo fanatične muslimanske skupine, da so nadaljevale pokol okoli 1500 lokalnih Grkov. Kasneje leta 1797, je nemir zaradi nediscipline janičarskih korpusov privedel do množičnega uničenja frankovske trgovske skupnosti in usmrtitve 1500 članov grške skupnosti v mestu.
Prve železniške proge, zgrajene na današnjem ozemlju Turčije, so šle iz İzmira. 130 km železnica İzmir-Aydın se je začela graditi leta 1856 in končala leta 1867, leto kasneje kot železnica Smyrna-Cassaba. Širok lok proge Smirna-Cassaba severozahodno od İzmirja, skozi predmestje Karşyakaka, je veliko prispeval k razvoju severnih obal kot mestnih območij. Ti novi dogodki, značilni za industrijsko dobo in način, kako je mesto privabljalo trgovce in posrednike, so postopoma spreminjali demografsko strukturo mesta, njegovo kulturo in osmanski značaj. Leta 1867 je İzmir končno postal središče lastnega vilajeta, ki ga še vedno imenujejo Aydın, a ima svoje upravno območje, ki pokriva velik del sedanje egejske regije Turčije.
V poznem 19. stoletju je pristanišču grozilo kopičenje mulja in leta 1886 je bila sprejeta pobuda, edinstvena v zgodovini Osmanskega cesarstva. Za preusmeritev mulja je bila struga reke Gediz preusmerjena na današnji severni tok, tako da ni več tekla v zaliv. Na začetku 20. stoletja je İzmir prevzel videz svetovne metropole s svetovljanskim mestnim središčem. Po osmanskem popisu iz leta 1893 je bila več kot polovica prebivalcev Turkov, 133.800 Grkov, 9200 Armencev, 17.200 Judov in 54.600 tujih državljanov. Po mnenju različnih učenjakov je mesto pred vojno gostilo več Grkov kot Atene, glavno mesto Grčije Osmanski vladajoči razred tiste dobe je mesto imenoval kot Infidel Smyrna (Gavur İzmir) zaradi močne grške prisotnosti.

### Sodobnost
Po porazu Osmanskega cesarstva v prvi svetovni vojni so zmagovalci nekaj časa namenili razdelitvi velikega dela Anatolije na posamezna vplivna območja in zahodne regije Turčije ponuditi Grčiji v skladu s Sèvreško pogodbo. 15. maja 1919 je grška vojska pristala v Smirni, vendar je bila grška odprava v srednjo Anatolijo katastrofalna tako za to državo kot za Anatolijo. Do septembra 1922 je bila grška vojska poražena in se je popolnoma umikala, zadnji grški vojaki so 8. septembra 1922 zapustili Smirno.
9. septembra 1922 je turška vojska prevzela posest in dejansko končala grško-turško vojno (1919–1922). Štiri dni pozneje, 13. septembra 1922, je v mestu izbruhnil velik požar, ki je trajal do 22. septembra. Požar je popolnoma uničil grško in armensko četrt, muslimanska in judovska pa sta se izognili škodi . Ocenjene smrti Grkov in Armencev zaradi požara so od 10.000 do 100.000 . Približno 50.000 do 400.000 grških in armenskih beguncev je pobegnilo pred ognjem in so bili prisiljeni tam ostati v ostrih razmerah skoraj dva tedna. Sistematična evakuacija Grkov se je začela 24. septembra, ko so prve grške ladje vstopile v pristanišče pod nadzorom zavezniških uničevalcev. Skupaj je bilo evakuiranih približno 150.000 do 200.000 Grkov. Preostali Grki so se leta 1923 odpravili v Grčijo kot del izmenjave prebivalstva med Grčijo in Turčijo, kot je določala Lozanska pogodba, ki je formalno končala grško-turško vojno.
Vojna in zlasti dogodki, ki so se zgodili v İzmirju, kot je požar, verjetno največja katastrofa, ki jih je mesto kdaj koli doživelo, še danes vplivajo na psiho obeh narodov. Grki so navajali številna grozodejstva, ki so jih zagrešili turški vojaki nad Grki in Armenci (domačini ali begunci iz zaledja) v İzmirju. Mesto je bilo po razglasitvi Turške republike leta 1923 spet postopno obnovljeno.

## Znamenitosti
Na gori Yamanlar je Tantalov grob izkopal Charles Texier leta 1835 in je primer zgodovinskih sledi v regiji pred helenistično dobo, skupaj s tistimi, ki so jih našli v bližnjem Kemalpaşa in gori Sipylus.
Agora v Smirni je dobro ohranjena in je urejena kot Muzeju na prostem Agora İzmirja, čeprav so pomembni deli pokopani pod sodobnimi zgradbami in čakajo, da se prikažejo. Resno se razmišlja tudi o odkritju starodavnega gledališča Smirne, kjer je bil sveti Polikarp mučen in je pokopan pod mestno cono na pobočju Kadifekale. Jasno razločen je bil vse do 19. stoletja, kar kažejo skice, narejene takrat. Na vrhu istega hriba stoji starodavni grad, ena od znamenitosti İzmirja
Eden izrazitejših elementov pristanišča je Urni stolp, marmorni stolp sredi okrožja Konak, visok 25 m. Leta 1901 ga je zasnoval levantinski francoski arhitekt Raymond Charles Père v počastitev 25-letnice vstopa  Abdula Hamida II. na osmanski prestol leta 1876. Mehanizem ure je kot darilo dal nemški cesar Viljem II., politični zaveznik Abdula Hamida II. Stolp obdajajo štiri fontane, postavljene okoli podstavka, stebri pa so okrašeni s severnoafriškimi temami.
Območje Kemeralti bazarja, ki so ga ustanovili Osmani v kombinaciji z Agoro, počiva v pobočju Kadifekale. Izmir je imel v zgodovini tri gradove - Kadifekale (Pagos), pristaniški Ok Kalesi (Neon Kastron, sv. Peter) in Sancakkale, ki so stoletja ostajali ključnega pomena za varnost İzmirja. Sancakkale je v današnji četrti İnciraltı med okrožjema Balçova in Narlıdere, na južni obali Izmirskega zaliva. Je na ključni točki ožine, ki dovoljuje vstop v zaliv, zaradi plitvih voda skozi velik del te ožine pa so ladje priplule blizu gradu .
V Izmirju je devet sinagog, koncentriranih bodisi v tradicionalni judovski četrti Karataş, bodisi v Havra Sokak (Sinagoška ulica) v Kemeraltıju, vse pa nosijo podpis 19. stoletja, ko so jih na zgradili na starih osnovah ali na novo.
Atatürkova maska (turško Atatürk Maskı) je velik betonski relief glave Mustafe Kemala Atatürka, ustanovitelja moderne Turčije, ki je južno od Kadifekale, zgodovinskega gradu Izmir.
Ptičji raj İzmir (Kuş Cenneti) v Çiğliju, je zaščiteno območje za ptice v bližini Karşyakaka, kjer so zabeležili 205 vrst ptic, od tega 63 vrst stalnih, 54 vrst poletnih selivk, 43 vrst zimskih selivk in 30 vrst prehodne vrste. V parku je gnezdi 56 vrst ptic. Zaščiteno območje, ki obsega 80 kvadratnih kilometrov, je turško ministrstvo za gozdarstvo leta 1982 registriralo kot Zaščiteno območje za vodne ptice in za njihovo vzrejo. Leta 2008 je bil v istem okrožju Çiğli ustanovljen velik živalski vrt na prostem z imenom Park naravnega življenja Sasalı.

## Galerija
- Kıbrıs Şehitleri je ena od popularnih ulic v Alsancaku
- Vožnja z izmirskim fetonom
- Trg Cumhuriyet v Konaku
- Guvernerjeva pisarna na trgu Konak
- Etnografski muzej v Izmirju
- Karşıyaka bazar

## Gospodarstvo
Trgovina skozi mestno pristanišče je imela odločilni pomen za gospodarstvo Osmanskega cesarstva v začetku 19. stoletja, gospodarski temelji v zgodnjih desetletjih turške republikanske dobe pa so bili tu postavljeni na Ekonomskem kongresu İzmir med 17. februarjem in 4. marcem 1923. Trenutno je gospodarstvo območja İzmir vrednostno razdeljeno med različne vrste dejavnosti: 30,5 % za industrijo, 22,9 % za trgovino in sorodne storitve, 13,5 % za promet in komunikacije ter 7,8 % za kmetijstvo. Leta 2008 je İzmir zagotovil 10,5 % vseh davčnih prihodkov, ki jih je zbrala Turčija, njegov izvoz 6 %, njegov uvoz pa 4 % turške zunanje trgovine. Kot celotna pokrajina je tretji največji izvoznik Turčije za Carigradom in Burso ter peti največji uvoznik. 85–90 % izvoza v regiji in približno petina vsega turškega izvoza se izvede prek pristanišča Alsancak z letno nosilnostjo zabojnikov blizu milijon.

## Pobratena mesta
Izmir je pobraten z:
| Evropa - Ancona, Italija, (sporazum o sodelovanju) od 2005 - Baku, Azerbajdžan, od 1985 - Bălți, Moldavija, od 1996 - Bremen, Nemčija, od 1993 - Konstanca, Romunija, od 1995 - Famagusta, Turški severni Ciper - Krdžali, Bolgarija, od 2008 - Mostar, Bosna in Hercegovina, od 1996 - Severna Nikozija, Severni Ciper, od 2019 - Odense, Danska, od 1991 - Plzeň, Češka, od 1987 - Split, Hrvaška, od 1996 - Torino, Italija, (sporazum o dobri volji) od 2012 - Volgograd, Rusija, od 2006 | Azija - Surabaya, Indonezija (od 1996) - Biškek, Kirgizistan, od 1991 - Mumbai, Indija, od 1997 - Šimkent, Kazahstan (sporazum o sodelovanju) od 2004 - Buhara, Uzbekistan (sporazum o sodelovanju) od 1992 - Tel Aviv, Izrael, od 1996 - Tiandžin, Kitajska, od 1990 - Türkmenabat, Turkmenistan, od 1994 - Vuhan, Hubei, Kitajska, od 2013 - Xiamen, Fudžjan, Kitajska, od 2018 Afrika - Sousse, Tunizija, od 2006 - Cape Town, Republika Južna Afrika, (Sporazum o sodelovanju) od 2014 | Amerike - Havana, Kuba, od 1996 - Tampa, Florida, ZDA, od 1990 - Long Beach, Kalifornija, ZDA, od 2004 |